# Países Bajos en los Juegos Paralímpicos de Londres 2012
Los Países Bajos estuvieron representados en los Juegos Paralímpicos de Londres 2012 por un total de 88 deportistas, 49 mujeres y 39 hombres.

## Medallistas
El equipo paralímpico neerlandés obtuvo las siguientes medallas:
| Nombre | Deporte                       | Evento                                      |
| --- | ----------------------------- | ------------------------------------------- |
| Oro |                               |                                             |
| Marlou van Rhijn | Atletismo                     | 200 m T44 femenino                          |
| Kathrin Goeken | Ciclismo en ruta              | Contrarreloj B femenino                     |
| Lisette Teunissen | Natación                      | 50 m espalda S4 femenino                    |
| Mirjam de Koning | Natación                      | 50 m libre S6 femenino                      |
| Michael Schoenmaker | Natación                      | 50 m braza SB3 masculino                    |
| Marc Evers | Natación                      | 100 m espalda S14 masculino                 |
| Kelly van Zon | Tenis de mesa                 | Individual 7 femenino                       |
| Esther Vergeer | Tenis en silla de ruedas      | Individual femenino                         |
| Marjolein Buis Esther Vergeer | Tenis en silla de ruedas      | Dobles femenino                             |
| Udo Hessels Mischa Rossen Marcel van de Veen | Vela                          | Sonar de tres personas mixto                |
| Plata |                               |                                             |
| Amy Siemons | Atletismo                     | 100 m T34 femenino                          |
| Amy Siemons | Atletismo                     | 200 m T34 femenino                          |
| Marlou van Rhijn | Atletismo                     | 100 m T44 femenino                          |
| Kenny van Weeghel | Atletismo                     | 400 m T54 masculino                         |
| Alyda Norbruis | Ciclismo en pista             | 500 m contrarreloj C1-3 femenino            |
| Laura de Vaan | Ciclismo en ruta              | Ruta H4 femenino                            |
| Magda Toeters | Natación                      | 100 m braza SB14 femenino                   |
| Maurice Deelen | Natación                      | 50 m libre S8 masculino                     |
| Aniek van Koot | Tenis en silla de ruedas      | Individual femenino                         |
| Jiske Griffioen Aniek van Koot | Tenis en silla de ruedas      | Dobles femenino                             |
| Bronce |                               |                                             |
| Desiree Vranken | Atletismo                     | 200 m T34 femenino                          |
| Ronald Hertog | Atletismo                     | Jabalina F44 masculino                      |
| Barbara van Bergen Mariska Beijer Carina de Rooij Petra Garnier Lucie Houwen Inge Huitzing Chèr Korver Roos Oosterbaan Saskia Pronk Sanne Timmerman Jitske Visser Miranda Wevers | Baloncesto en silla de ruedas | Torneo femenino                             |
| Rinne Oost | Ciclismo en pista             | 1 km contrarreloj B masculino               |
| Kathrin Goeken | Ciclismo en ruta              | Ruta B femenino                             |
| Laura de Vaan | Ciclismo en ruta              | Contrarreloj H4 femenino                    |
| Frank Hosmar | Hípica                        | Doma individual grado IV mixto              |
| Frank Hosmar | Hípica                        | Doma individual estilo libre grado IV mixto |
| Marlou van der Kulk | Natación                      | 100 m espalda S14 femenino                  |
| Marlou van der Kulk | Natación                      | 200 m libre S14 femenino                    |
| Lisa den Braber | Natación                      | 100 m braza SB7 femenino                    |
| Mirjam de Koning | Natación                      | 100 m espalda S6 femenino                   |
| Maurice Deelen | Natación                      | 100 m braza SB8 masculino                   |
| Maurice Deelen | Natación                      | 200 m estilos SM8 masculino                 |
| Marc Evers | Natación                      | 100 m braza SB14 masculino                  |
| Gerben Last | Tenis de mesa                 | Individual 9 masculino                      |
| Jiske Griffioen | Tenis en silla de ruedas      | Individual femenino                         |
| Ronald Vink | Tenis en silla de ruedas      | Individual masculino                        |
| Thierry Schmitter | Vela                          | 2.4mR individual mixto                      |